# جوني قرم
جوني قرم (2 سبتمبر 1966 -) مُهندس وسياسي لبناني يشغل منصب وزير الاتصالات في حكومة نجيب ميقاتي منذ سبتمبر 2021.